# Relatlimab
Il relatlimab (BMS-986016) è un anticorpo monoclonale umano progettato per il trattamento del melanoma; per curare questo tipo di neoplasia, il relatlimab è spesso somministrato in associazione con un altro anticorpo monoclonale, il nivolumab.
In relatlimab è un inibitore del gene 3 dell'attivazione dei linfociti; l'anticorpo è stato sviluppato dalla casa farmaceutica Bristol-Myers Squibb a partire dalle cellule ovariche del criceto cinese (Cricetulus griseus).
Nel 2018, il relatlimab era oggetto di studi clinici in fase II e in fase III. La combinazione di nivolumab e relatlimab per la terapia di alcune forme di melanoma è stata approvata negli Stati Uniti dalla Food and Drug Administration nel marzo 2022.